# Numerais egípcios
O sistema de numerais egípcios foi um sistema de numeração usado no Antigo Egito. Era um sistema de numeração que não se define para base alguma pois não é posicional e era escrito tanto em hieróglifos como em hierático.

## Dígitos e números
Os seguintes hieróglifos eram usados para denotar potências de dez:
| Z1 |

| Z1 |

| V20 |

| V20 |

| V1 |

| V1 |

| M12 |

| M12 |

| D50 |

| D50 |

| I8 |

| I8 |

| I7 |

| I7 |

| C11 |

| C11 |

Os múltiplos destes valores eram expressados pela repetição do símbolo tantas vezes conforme necessário. Por exemplo, um baixo-relevo em Templo de Karnak tem o número 4622 representado como:
| M12 | M12 | M12 | M12 |

| V1 · V1 · V1 · V1 · V1 · V1 |

| V20 | V20 | Z1 | Z1 |

| M12 | M12 | M12 | M12 |

| V1 · V1 · V1 · V1 · V1 · V1 |

| V20 | V20 | Z1 | Z1 |

Os numerais egípcios podiam ser escritos da direita para a esquerda e da esquerda para a direita, como acontece nas línguas semíticas, ou até mesmo na vertical. O exemplo acima está escrito da esquerda para a direita e de cima para baixo, e deste modo, os sinais se apresentam invertidos.

## Frações
Os números racionais podem também ser expressos, mas somente como somas de frações unitárias, isto é, como somas de recíprocos de inteiros positivos, excepto para 2/3 e 3/4 que tinham símbolos especiais. O hieróglifo que indicava a fração era semelhante a uma boca, e significava "parte":
| D21 |

| D21 |

As frações eram escritas com este hieróglifo, que funcionava como traço de fração, onde 1 era, por padrão, o numerador e o número que ficava por baixo era o denominador. Assim 1/3 era escrito do seguinte modo:
| D21 · Z1 · Z1 · Z1 |

| D21 · Z1 · Z1 · Z1 |

Havia símbolos especiais para 1/2 e para duas frações não unitárias, nomeadamente 2/3 (menos frequente) e 3/4 (ainda menos frequente):
| Aa13 |

| Aa13 |

| D22 |

| D22 |

| D23 |

| D23 |

Se o denominador se tornasse muito grande, a "boca" era colocada sobre o início do "denominador":
| D21 · V1 · V1 · V1 | V20 · V20 · V20 · Z1 |

| D21 · V1 · V1 · V1 | V20 · V20 · V20 · Z1 |

## Adição e subtração
Para os sinais de adição e subtração, os hieróglifos:
| D54 | e | D55 |

| D54 | e | D55 |

Eram usados: se as serifas (no caso, os "pés" desses dois hieróglifos) estivessem apontadas para a direção da escrita, o hieróglifo significava adição, caso contrário, subtração.

## Escrita dos números
Além desse sistema gráfico para representar os numerais, a antiga língua egípcia também podia escrevê-los como palavras, assim como se pode escrever "trinta" ao invés de "30", em português. "Trinta", por exemplo, era assim:
| Aa15 · D36 | D58 |

| Aa15 · D36 | D58 |

enquanto que o número 30 era:
| V20 | V20 | V20 |

| V20 | V20 | V20 |

Com exceção dos números "um" e "dois", a prática de escrevê-los como palavras era bastante incomum.

## Números hieráticos
Como a maior parte dos textos administrativos e de contabilidade foram escritos em papiros ou ostraca, em vez de serem sido gravados em pedras duras, a maioria desses textos empregavam o sistema de numerais da escrita hierática. Exemplos de numerais escritos em hierático podem ser encontrados em escritos pertencentes a épocas tão antigas quanto a Época Tinita. Os Papiros de Abusir do Antigo Império são um conjunto particularmente importante de textos onde se utilizavam numerais hieráticos.
É comum pensar que a escrita hierática use um sistema de numeração diferente, usando sinais para os numerais de 1 a 9, múltiplos de 10 para de 10 a 90, as centenas de 100 a 900 e os milhares de 1000 a 9000. Números grandes como 9999 poderiam ser escritos com apenas quatro símbolos — combinando-se os símbolos de 9000, 900, 90 e 9 — ao invés de 36 hieróglifos.
Esta diferença é mais aparente do que real, visto que os assim chamados "sinais individuais" são de facto meras Ligaduras. Nos textos hieráticos mais antigos os numerais individuais são escritos claramente, mas durante o Império Antigo foi desenvolvida uma série de escritas padronizadas para sinais-grupo contendo mais do que um numeral. À medida que a escrita hierática se ia desenvolvendo com o tempo, estes sinais-grupos eram simplificados ainda mais, permitindo uma escrita mais rápida. Este processo ainda continuou na escrita demótica. Contudo, é incorreto falar destas ligaduras sinal-grupo como um sistema numérico diferente, como também seria similarmente incorreto falar de um sistema de escrita quando se comparam ligaduras sinal-grupo em textos hieráticos literários com os textos hieroglíficos comparáveis.
Dois famosos papiros matemáticos com escrita hierática são os Papiros Matemáticos de Moscovo e de Rhind.